# U.C. Sampdoria
Unione Calcio Sampdoria er en fodboldklub fra Genova i Italien. Klubben blev grundlagt i 1946, da klubberne Sampierdarenese og Andrea Doria blev slået sammen. Navnet er en sammentrækning af de to moderklubbers navne.
Sampdoria har det for tiden svært, men har tidligere i mange sæsoner spillet i Serie A og har vundet det italienske mesterskab en gang, i 1991. De har desuden vundet den italienske cupturnering Coppa Italia fire gange (1985, 1988, 1989 og 1994). Klubben vandt den hedengangne Pokalvindernes Turnering i 1990, deres største internationale resultat.
Holdet spiller i blå trøje med vandrette hvide, røde og sorte striber, samt hvide shorts og sokker. Hjemmebanen er Stadio Luigi Ferraris med plads til 36.536 tilskuere. Sampdoria deler hjemmebanen med lokalrivalerne i Genoa FC, og lokalopgørene i Derby della Lanterna er nogle årets fodboldhøjdepunkter i Italien.

## Største spillere
- Gianluca Vialli
- Roberto Mancini
- Ruud Gullit
- Antonio Cassano
- Lucas Torreira
- Gianluca Pagliuca
- Pietro Vierchowod
- Angelo Palombo
- Attilio Lombardo
- Luca Pellegrini
- Guido Vincenzi
- Francesco Flachi
- Fabio Quagliarella
- Toninho Cerezo
- Samuel Eto'o
- Gaudenzio Bernasconi
- Luis Suarez
- Emil Audero
- Bruno Fernandes
- Milan Skriniar

## Danske spillere
- Karl Aage Hansen
- Harald Nielsen
- Simon Poulsen
- Joachim Andersen
- Mikkel Damsgaard

## Cheftrænere
- 2000 - 2001: Luigi Cagni
- 2001 - 2002: Gianfranco Bellotto
- 2002 - 2007: Walter Novellino
- 2007 - 2009: Walter Mazzarri
- 2009 - 2010: Luigi Delneri
- 2010 - 2011: Domenico Di Carlo
- 2011: Alberto Cavasin
- 2011: Gianluca Atzori
- 2011 - 2012: Giuseppe Iachini
- 2012: Ciro Ferrara
- 2012 - 2013: Delio Rossi
- 2013 - 2015: Siniša Mihajlović
- 2015: Walter Zenga
- 2015-2016: Vincenzo Montella
- 2016-2019: Marco Giampaolo
- 2019: Eusebio Di Francesco
- 2019-2021: Claudio Ranieri
- 2021-2022: Roberto D'Aversa
- 2022: Marco Giampaolo
- 2022: Dejan Stanković
- 2023-2024: Andrea Pirlo
- 2024: Andrea Sottil
- 2024-2025 Leonardo Semplici
- 2025: Alberico Evani
- 2025-: Massimo Donati

## Titler
- Serie A (1): 1990-1991
- Serie B (1): 1966-1967
- Coppa Italia (4): 1984-1985, 1987-1988, 1988-1989, 1993-1994
- Italiensk Super Cup (1): 1991
- Uefa Cup Winner's Cup (1): 1989-1990